# Earl of Annandale
Earl of Annandale war ein erblicher britischer Adelstitel in der Peerage of Scotland.

## Verleihung und Geschichte des Titels
Der Titel wurde am 13. März 1625 für den Höfling John Murray, 1. Viscount of Annand geschaffen. Zusammen mit dem Earldom wurde ihm der nachgeordnete Titel Lord Murray of Tynningham verliehen. Am 28. Juni 1622 waren ihm bereits, ebenfalls in der Peerage of Scotland, die fortan nachgeordneten Titel Viscount of Annand und Lord Murray of Lochmaben verliehen worden.
Sein Sohn, der 2. Earl, erbte 1642 aufgrund einer besonderen Erbregelung auch die Titel 3. Viscount of Stormont und 3. Lord Scone. Bei dessen Tod am 28. Dezember 1658 erloschen das Earldom Annandale, die Viscountcy Annand und die Lordships Murray of Lochmaben und Murray of Tynningham. Die übrigen Titel fielen aufgrund besonderer Erbregelung an seinen Verwandten David Murray, 2. Lord Balvaird, der acht Monate später auch seine Witwe heiratete.

## Liste der Earls of Annandale (1625)
- John Murray, 1. Earl of Annandale († 1640)
- James Murray, 2. Earl of Annandale († 1658)